# Yas'ur
Yas'ur est un kibboutz situé au nord d'Israël.

## Histoire
Il est fondé en 1949 par des Britanniques et des Hongrois, membres du mouvement Hashomer Hatzair, dont les parents du futur nouvel historien israélien, Benny Morris.
L'écrivain britannique Lynne Reid Banks y vécut entre 1962 et 1971.

## Activités du kibboutz
- Agriculture